# 杜比謝 (丘德尼夫區)

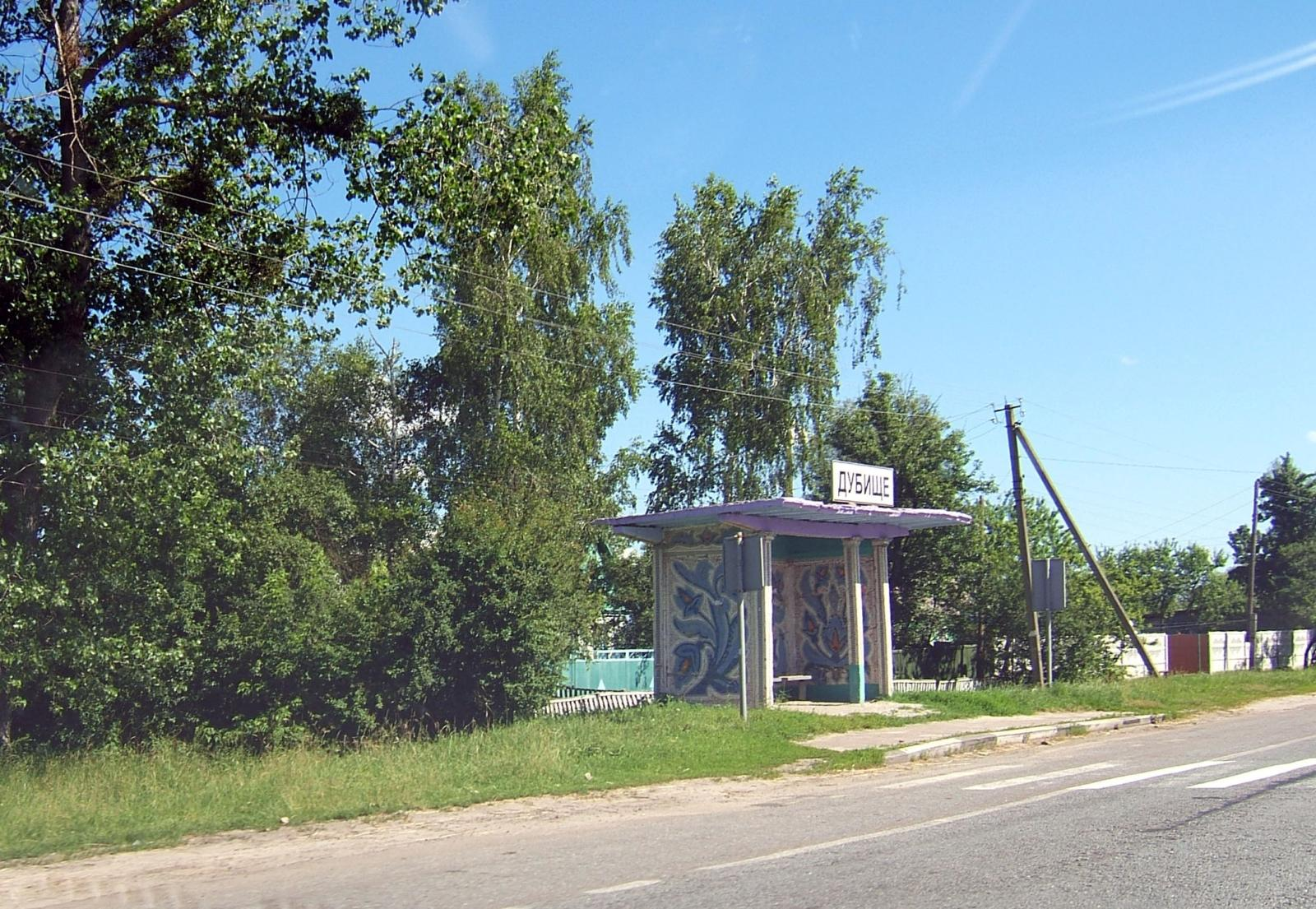

杜比謝（烏克蘭語：Дубище），是烏克蘭北部的村莊，隸屬日托米爾州的日托米爾區。該村面積4.93平方公里，海拔高度226米，2021年人口824，人口密度每平方公里227.93人。
50°4′25″N 28°8′44″E / 50.07361°N 28.14556°E